# Femminismo in Norvegia

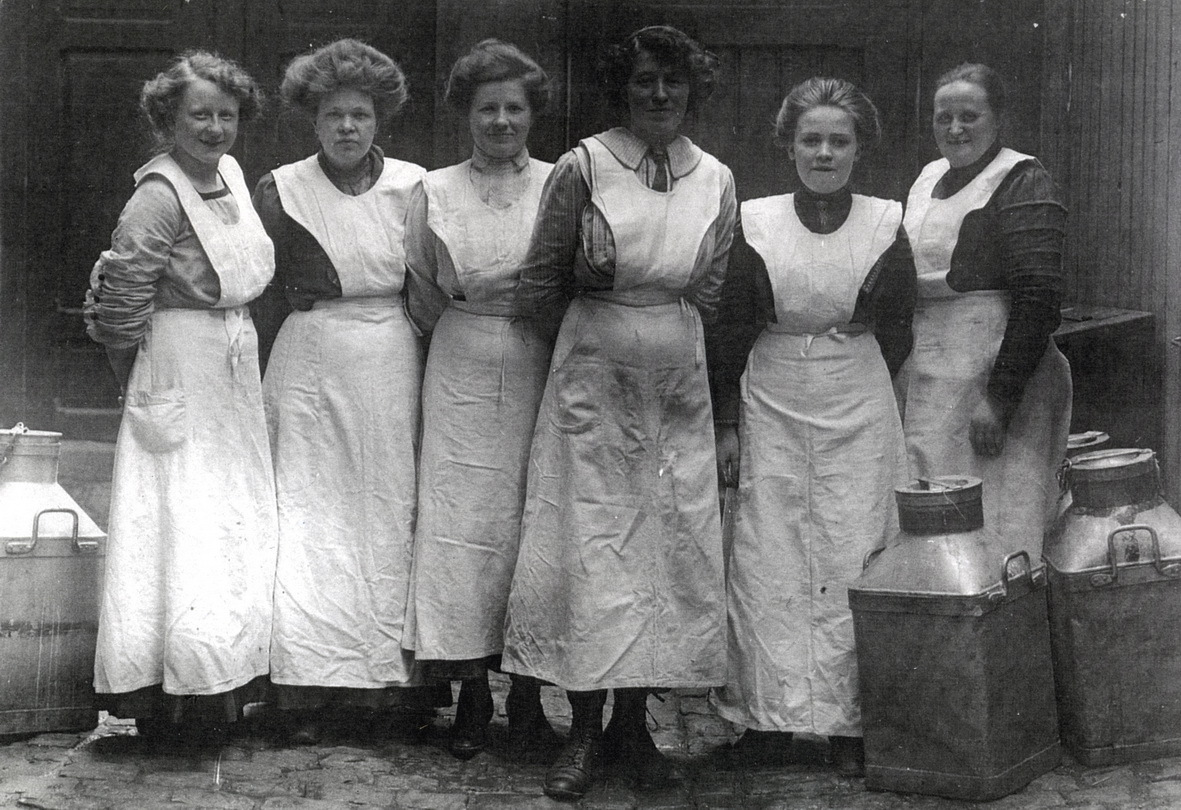
Gruppo di donne lavoratrici nel 1910 circa.

Il movimento del femminismo in Norvegia ha permesso il compimento di notevoli progressi nella riforma legislativa e nelle abitudini sociali della nazione, con evidenti benefici per le donne.

## Anni 1840[1]
Nel 1840 lo status e la condizione femminile veniva considerato "inabile", vale a dire che risultava impossibile per una donna stipulare accordi finanziari, di credito-debito o addirittura controllare il proprio denaro. Non aveva diritto a nessuna formazione o istruzione femminile né era in grado di essere considerata per una qualsiasi posizione pubblica. Per quanto riguarda le nubili esse potevano richiedere l'accesso ad una professione solamente con il consenso del proprio tutore. Il giorno stesso delle nozze le spose si trasferivano sotto l'autorità assoluta dei mariti.
Durante il regno di Magnus VI di Norvegia (1263-80) la maggiore età venne fissata a vent'anni per entrambi i sessi. La legge cambiò più tardi, durante il regno di Cristiano V di Danimarca (1670-99), quando venne promulgata la Law in Norway (1687) la quale - secondo le regole della Danimarca-Norvegia di quel tempo - definì le donne non sposate come eterne minorenni.
Tuttavia nel 1845 venne intrapreso un primo passo verso l'emancipazione femminile grazie alla legislazione sulle donne nubili per la quale la maggiore età venne concessa al compimento dei 25 anni, senza più l'obbligo di essere sottomessa ad un tutore legale.
In questa prima parte del secolo le donne poterono lavorare nelle prime fabbriche di manifattura tessile (1840) e in quelle di tabacco, impieghi riservati a loro. Si impiegarono anche nelle industrie alimentari e nei lavori che richiedevano "mani piccole", mentre le industrie pesanti rimasero a loro precluse.
La letteratura commercializzata per le donne del tempo era ancora un riflesso del sistema di valori della società predominante impostata dal patriarcato; i personaggi femminili che si trovano in questi romanzi sono ancora tutti perennemente in cerca di un marito. Tra le donne scrittrici pubblicate in quest'epoca troviamo Hanna Winsnes, Marie Wexelsen e Magdalene Thoresen.

## 1854-1879: risveglio della coscienza
In questi decenni vennero approvate nuove leggi e, anche se non rivoluzionarono immediatamente lo status delle donne, le barriere a loro imposte vennero attraversate regolarmente e rapidamente. La formale uguaglianza di genere divenne quasi completa nello spazio di appena due generazioni. Nel 1854 divenne esecutiva la legge sulla successione reale; la regola di chi voleva che le donne non avessero alcun diritto al di là del ruolo di genere di coniugata si ridusse e il diritto all'eredità uguale per uomini e donne divenne ufficiale. Ma ciò non si compì senza accesi dibattiti e resistenze
.
Nel 1863 passò una nuova legislazione sulla maggiore età la quale venne equiparata a quella degli uomini. Per quanto riguardava le vedove, divorziate e separate, divennero legalmente maggiorenni indipendentemente dall'età; nel 1869 questa fu equiparata a 21 anni. La commissione giuridica, credendo che le donne maturassero più rapidamente degli uomini, affermarono che questa fosse l'età più adatta per loro. Nel 1866 venne promulgata una disposizione che istituì le libere imprese - ad eccezione che per le donne sposate - di modo che chiunque, uomo o donna, potesse ricevere una licenza cittadina per esercitare una professione.

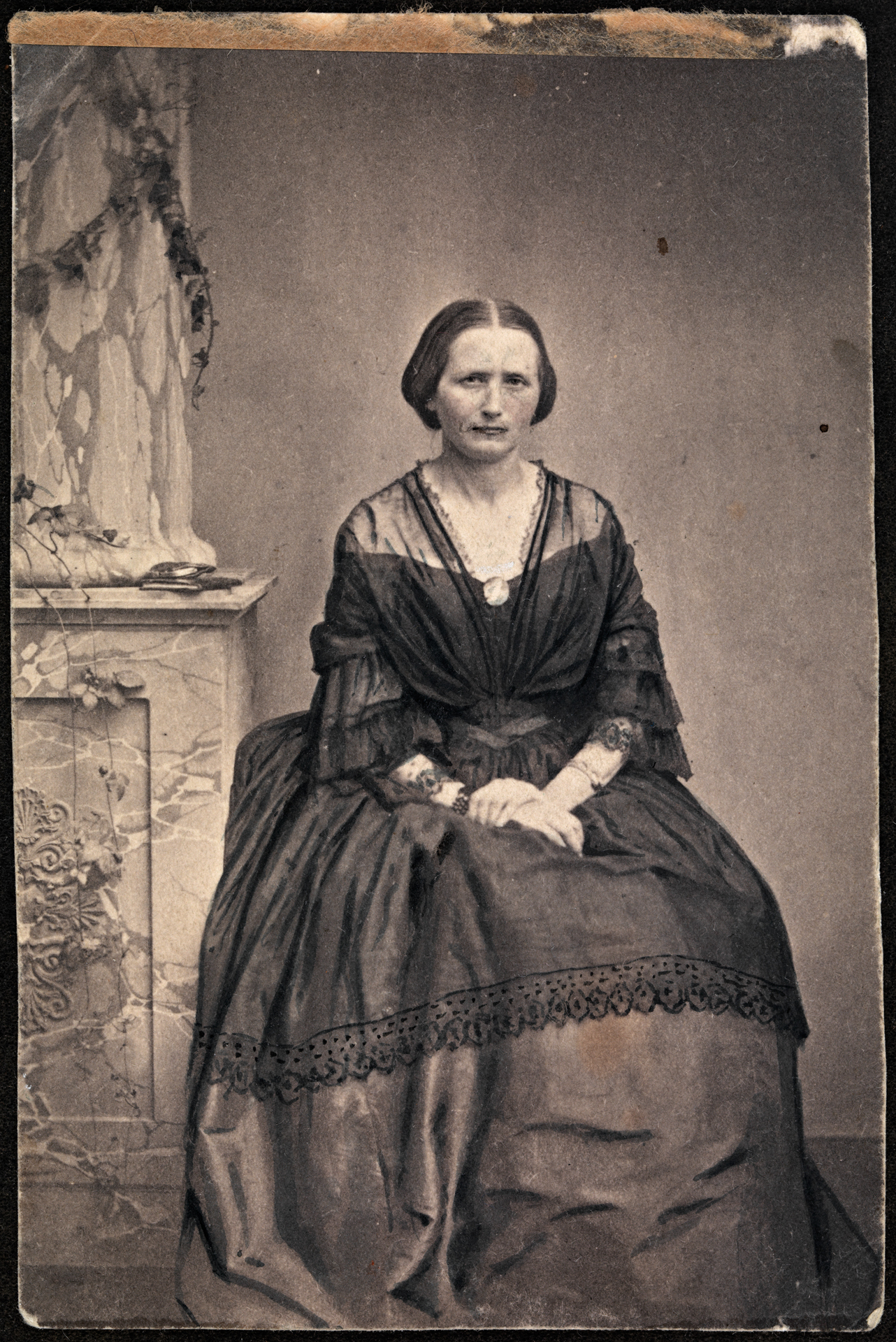
La scrittrice femminista Camilla Collett nel 1860 circa.

Ma fu soprattutto attraverso la letteratura che le donne si espressero. Camilla Collett in particolare fu la prima scrittrice ad uscire dai limiti stabiliti fino ad allora per la letteratura femminile; il suo romanzo più famoso, The Daughters of the Prefect (1855), si occupò della questione inerente all'educazione delle donne borghesi nel XIX secolo: tema centrale del libro è il conflitto tra le convinzioni standardizzate della società civile e i sentimenti e le esigenze dell'individuo.
Dev'essere infine menzionata Aasta Hansteen, scrittrice, pittrice e militante femminista, voce fortemente appassionata della causa dei diritti delle donne; la sua vivace personalità servì come modello per il personaggio di Lona Hessel ne Le colonne della società (1877) di Henrik Ibsen.

## Prima ondata femminista 1879-1890
Le scrittrici che si occuparono delle questioni femminili presero principalmente come punto d'ispirazione privilegiato Collett, dando in tal modo avvio alla prima ondata femminista norvegese.

### Ruolo nella letteratura
Nel 1871 Georg Brandes diede avvio al "Modern Breakthrough", un movimento il quale richiedeva che la letteratura servisse a favorire il progresso sociale e non le opinioni reazionaie. Fu allora che si svilupparono gli scrittori denominati "Big Four" e cioè Ibsen, Bjørnstjerne Bjørnson, Alexander Kielland e Jonas Lie; tutti loro parlarono a favore della causa delle donne. Collett e Hansteen scrissero per difendere la causa femminista la quale richiese una parità integrale all'interno di un programma più vasto di riforma sociale.
Il "Modern Breakthrough" difese tutte le persone oppresse dalle aspettative sociali del tempo, di cui le donne costituivano l'argomento principale; la formazione primaria delle ragazze aveva fino ad allora come suo unico scopo quello di preparale per farle diventare delle "brave mogli". Le donne sposate non potevano più godere pienamente di una propria autonoma vita intellettuale, non potendo disporre né della propria vita né del proprio corpo.
Ciò risultò essere particolarmente chiaro attraverso due opere teatrali ibseniane, la succitata Le colonne della società e Casa di bambola (1879), dove l'autore assunse la causa dell'umanesimo e dell'individualismo moderno. Quest'ultimo dramma svolse in particolare un'influenza notevole sul movimento femminista anche al di fuori dei confini nazionali in quanto venne tradotto in diverse lingue e messo in scena ampiamente in tutta Europa e oltre.
Bjørnson scrisse la sceneggiatura teatrale Leonarda nel 1879, in cui difese la donna "con un passato"; ma fu soprattutto l'opera successiva intitolata A Glove (1883) ad avere un forte impatto sul pubblico norvegese.
Nel 1880 la Norvegia sperimentò una proliferazione di dibattiti il cui punto focale fu dato dalla preoccupazione delle donne nei riguardi del doppio standard.

### Dibattito sul doppio standard
Per tutto il corso del XIX secolo il paese rimase sempre molto povero, il che condusse ad un esodo rurale e ad elevato livello di emigrazione. Nel 1882 si ebbero 30.000 partenze su una popolazione di 1,9 milioni di abitanti; tuttavia il numero degli emigranti maschi fu superiore del 27% alle femmine nel 1900 (165 uomini per ogni 100 donne). La conseguenza fu la disintegrazione dell'unità familiare, con conseguente aumento delle nascite al di fuori del matrimonio ed una crescita enorme della prostituzione.
Quest'esplosione fece proliferare la casa di tolleranza, provocando forti reazioni le quali misero in risalto l'attenzione dell'opinione pubblica sul problema della "moralità sessuale". I cristiani di Bergen furono i primi a far considerare la prostituzione un reato, nel 1879; due anni dopo nacque l'"Associazione contro l'immoralità pubblica".
Durante il dibattito sul "doppio standard" (1879-84) il matrimonio venne considerato l'unità basilare del sistema sociale, ma si richiese anche che esso avrebbe dovuto essere riformato. Per l'autore di Fra Kristiania-Bohêmen, Hans Jæger, la proposta divenne assai più radicale: il matrimonio non era affatto uno dei fondamenti della società ed il dibattito avrebbe invece dovuto concentrarsi su una soluzione più politica nei riguardi della disuguaglianza femminile. Mentre Arne Garborg considerava ancora il matrimonio come un "male necessario", Jæger credeva ch'esso dovesse essere sostituito con il libero amore.
Pur non condividendo le stesse opinioni espresse da Fra Kristiania-Bohêmen l'autrice Amalie Skram divenne la figura femminista più conosciuta del periodo. Se, come fecero anche altri scrittori prima di lei, ella denunciò la differenza di trattamento per l'adulterio commesso dai mariti rispetto a quello compiuto dalle mogli, considerò poi che Don Giovanni fosse l'equivalente maschile di una prostituta; la consuetudine che Don Giovanni accumulasse le proprie conquiste senza vendersi per Skram questo non risultava essere un argomento valido poiché anche una donna poteva accumulare conquiste, ma queste sarebbero state definite opera di prostituzione anche se non si fosse venduta.
La letteratura del periodo permise una sfida reale rivolta contro il ceto medio, con le idee di Fra Kristiania-Bohêmen che si diffusero attraverso la cultura popolare.

### Vantaggi nella vita quotidiana
Nel 1884 venne creata l'Associazione norvegese per i diritti della donna, la prima organizzazione formale femminista norvegese. L'anno seguente venne creata l'Associazione per il suffragio femminile la quale però si dissolse nel 1898. Nel 1890 venne istituita la prima "Unione delle lavoratrici", mentre nel 1896 l'Organizzazione per la salute femminile ed infine nel 1904 il "Consiglio nazionale delle donne".
Due leggi significative furono approvate nel 1890; nella prima le donne sposate acquisirono la maggiore età, nella seconda venne di fatto abolita l'autorità del marito sulla moglie. L'uomo mantenne il controllo della casa e della coppia, ma la donna poteva ora disporre del frutto del proprio lavoro.

## Dal 1890 al 1960

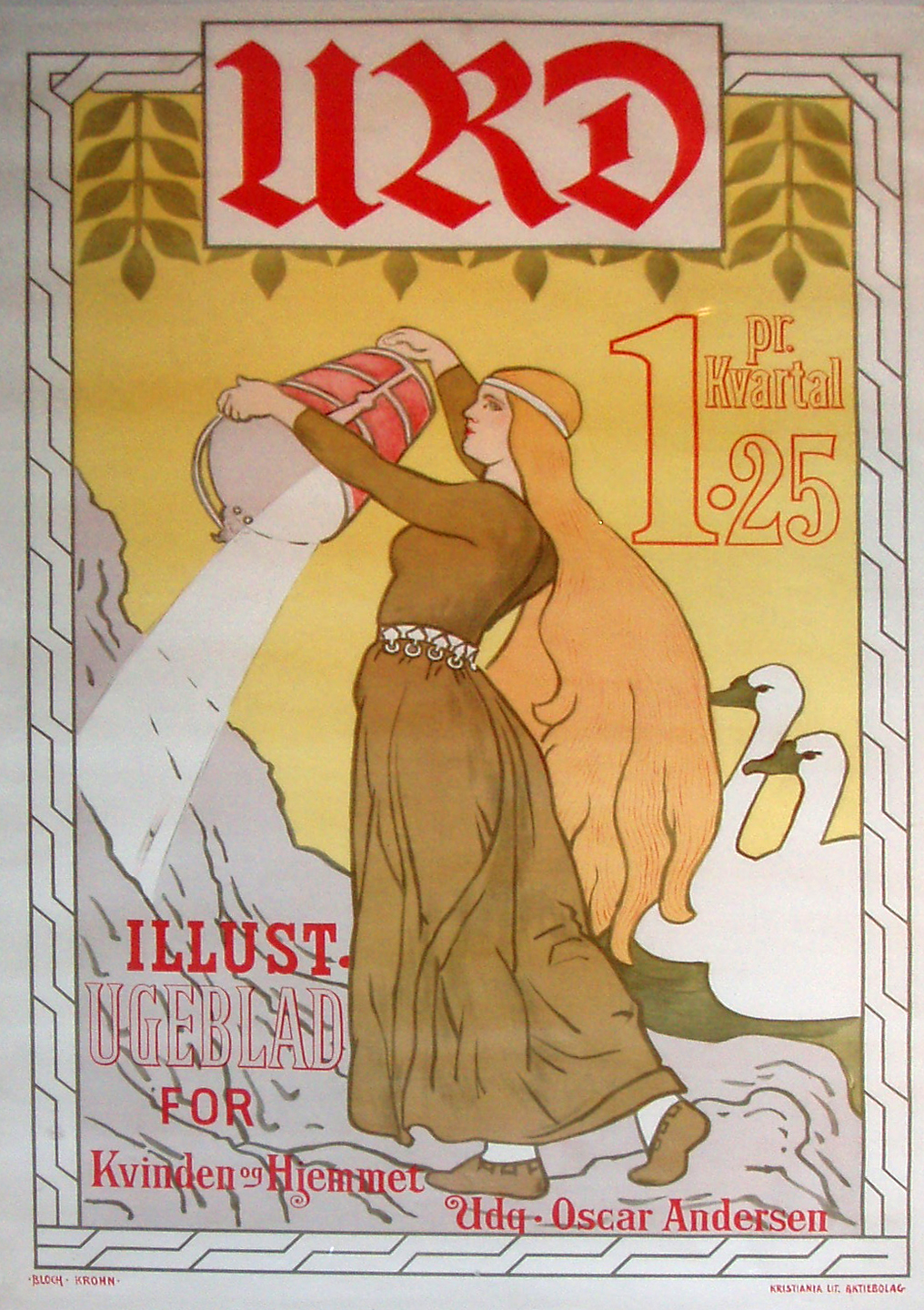
Copertina del periodico femminista "Urd", fondato nel 1897.

### Voto
A differenza di alcuni paesi in cui le donne ottennero il diritto di voto attraverso un'unica legislazione, in Norvegia questo si produsse in diverse tappe.
L'espansione del diritto di voto attuata nel 1884 divenne suffragio universale nel 1898. Nel 1886 l'"Associazione per il suffragio femminile" richiese per la prima volta l'accesso al suffragio universale; tuttavia nel 1901 le donne che potevano disporre di un reddito minimo proprio e coloro che erano sposate con un elettore poterono partecipare alle elezioni comunali e poi, a partire dal 1907, anche a quelle nazionali.
Nel 1910 venne adottato il suffragio universale per tutte le elezioni comunali e nel 1913 per quelle nazionali. La prima donna eletta allo Storting fu Anna Rogstad nel 1911; ella si sedette nell'ala destra politica, insieme ai conservatori e ai moderati militanti. Nonostante ciò le donne rimasero ancora per molto tempo rare in campo politico.

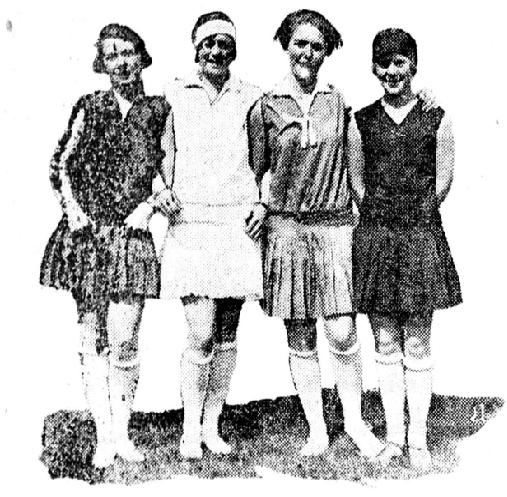
Membri dell'associazione calcistica femminile norvegese nel 1928.

### Ritorno alla vita casalinga
La situazione economica norvegese rimase fragile, con una disoccupazione crescente che interessò prevalentemente le occupazioni femminili con uno scarso livello di qualificazione.
L'ideologia della donna casalinga si sviluppò in questo momento, con il pieno sostegno della Chiesa di Norvegia. Dietro a questo movimento vi furono le donne dell'"Organizzazione delle casalinghe norvegesi"; l'associazione e i suoi leader si concentrarono sul ceto medio e sulla borghesia, mentre la sua influenza fu più bassa nel paese in generale ed ebbe un effetto minimo sulla classe operaia.
L'idea originale del movimento fu che il lavoro domestico non fosse innato nelle donne (come si era sempre pensato), bensì appreso. Divenne anzi sempre più professionale attraverso le scuole di economia domestica le quali addestravano le donne nel mantenimento della casa; vennero insegnate le basi della cucina e la gestione dei soldi di famiglia. Questo movimento avrebbe avuto anche un impatto economico, con lo slogan "Buy Norwegian!" La sua influenza gli permise di tenere conferenze e manifestazioni anche durante i periodi di restrizione degli anni 1920.
In quello stesso periodo venne proibito alle donne sposate di poter lavorare. Tuttavia vi furono anche dei relativi progressi, come la legge del 1927 sui coniugi la quale assegnava un uguale peso giuridico alle testimonianze verbali delle donne rispetto a quelle degli uomini.

### Controllo delle nascite e declino della popolazione
Le donne furono costrette quindi a tornare alla vita domestica e familiare. La Norvegia di quel tempo stava sperimentando una diminuzione della popolazione, si tentò pertanto di rallentarla o addirittura d'invertirla.
La questione della contraccezione e la feroce opposizione dei conservatori rallentarono lo sviluppo di una legislazione sul controllo delle nascite e sull'aborto, che al momento risultavano essere relativamente liberali. La legge tuttavia punì la donna che abortiva con tre anni di carcere, mentre gli autori dell'aborto furono condannati a sei anni.

### Progressi limitati
Nel corso degli anni venti furono stabiliti i principi della retribuzione uguale per parità di lavoro e il diritto di accesso a tutti gli impieghi governativi.

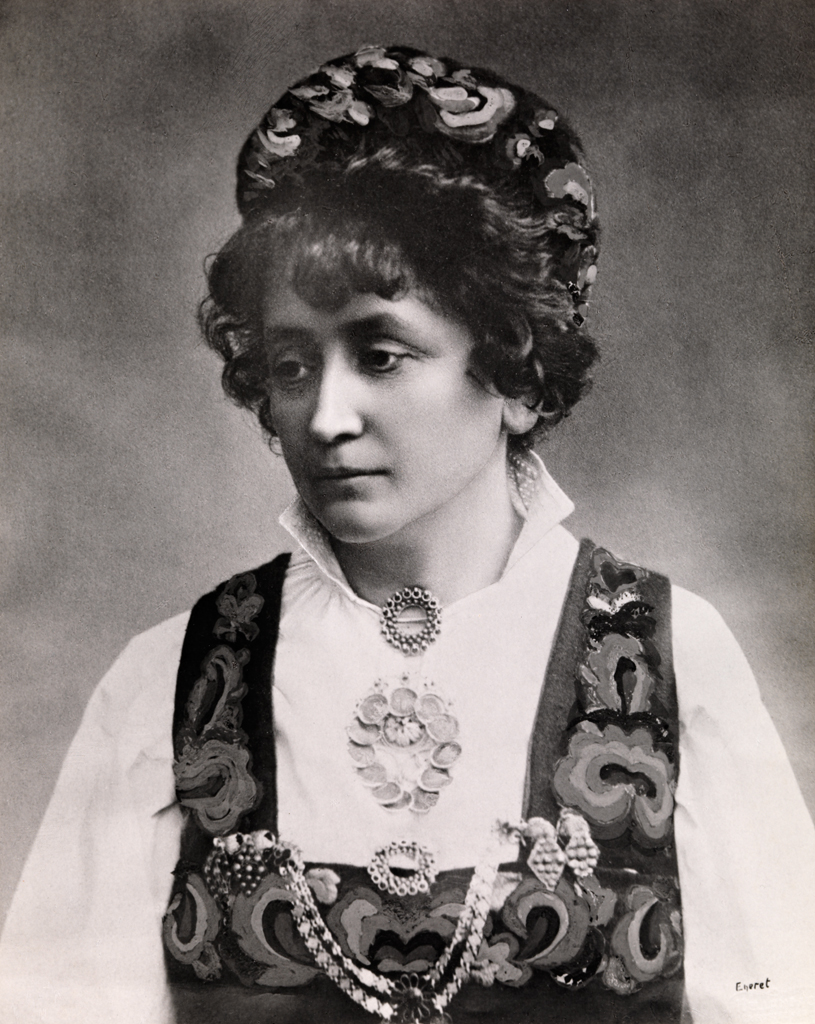
Hulda Garborg influenzò notevolmente la società civile norvegese nel corso del XIX secolo.

### Letteratura
Le scrittrici del tempo Nini Roll Anker e Sigrid Undset in particolare credettero che se anche le lotte femministe fossero state necessarie negli anni 1880, si erano oramai rivelate essere del tutto obsolete. La poetessa e scrittrice Hulda Garborg fu un'altra autorevole autrice del periodo con le medesime opinioni.

### Anni del dopoguerra
Nel 1946 furono stabilite le indennità per le madri casalinghe.
Nel 1950 le donne che sposavano degli stranieri potevano decidere se mantenere o meno la cittadinanza. Nello stesso tempo la questione del diritto di ogni donna di disporre liberamente del proprio corpo divenne una realtà nel "Consiglio nazionale norvegese delle donne".

## Seconda ondata femminista 1960-1990

### Questioni
La prima ondata femminista s'impegnò nel cambiare la posizione delle donne in ambito matrimoniale e di porre fine alla sottomissione delle donne sposate; la seconda ondata femminista invece combatté per far ottenere alle donne gli stessi diritti degli uomini.
Gli anni sessanta si contraddistinsero per numerose proteste, con nuove idee teorizzate dalle scrittrici femministe del tempo.
Non fu più sufficiente affermare una "differenza" femminile, ma piuttosto definirne i valori e modellare la società in base ad essi. L'obiettivo primario della seconda ondata fu pertanto quello di alterare la natura dello Stato, che al momento era ancora del tutto essenzialmente maschile.
Per raggiungere il loro obiettivo le femministe dovettero distinguersi dagli altri movimenti protestatari di quel tempo. Le donne agirono per poter creare un proprio spazio autonomo favorevole ad un avanzamento sociale; anche il più tipico movimento rivoluzionario non fu privo di maschilismo. Conseguentemente le femministe presero in mano le proprie questioni spinte dalla politica e adottarono le cause della parità di retribuzione, del diritto all'aborto ecc.

### Riunione organizzativa del 1970
L'atto ufficiale di fondazione del nuovo movimento femminista si ebbe nell'agosto del 1970, quando l'"Associazione norvegese per i diritti della donna" decise di organizzare un grande incontro ad Oslo con, oratrice principale, l'esperta di scienza politica Jo Freeman.
Nel corso dei mesi successivi si formarono molti gruppi in tutto il paese. Questa nuova organizzazione del movimento femminista attirò preso l'attenzione dei mezzi di comunicazione di massa.
Tali associazioni si formarono con, alla loro base, diverse motivazioni; vennero discussi sia le questioni più prettamente familiari che il ruolo svolto dalle donne nell'ambito dell'occupazione. La solidarietà femminile crebbe oltre i confini e le origini sociali e questa fu una delle principali differenze tra la prima ondata femminista e la seconda ondata femminista.

### Vecchi e nuovi movimenti
Il nuovo movimento si sarebbe caratterizzato più specificamente per il suo essere parte del femminismo radicale, ma avrebbe anche unito le forze con altri gruppi per portare avanti nuove battaglie; difatti i diversi sottoinsiemi si opposero raramente, semplicemente intesero rappresentare differenti sensibilità.
Nel 1972 videro la luce "Bread and Roses" (dal Pane e rose statunitense del 1911) e "The Women front". Quanto al movimento per i diritti LGBT in Norvegia (l'omosessualità venne decriminalizzata proprio in quell'anno), esso avrebbe costituito diverse organizzazioni LGBT durante il decennio.

### Aborto[29]
La prima legislazione sull'aborto fu approvata nel 1964, permettendolo in caso di pericolo per la madre; la decisione doveva essere presa da due medici di comune accordo.
Le associazioni femministe lo resero uno dei temi centrali. Nel giugno del 1974 diverse organizzazioni si unirono per formare il "Gruppo d'azione per la libera scelta delle donne sull'aborto"; in autunno venne proposto un disegno di legge allo Storting, ma risultò bocciato con un voto di scarto.
Nel gennaio del 1975 fu introdotta una nuova legge la quale avrebbe ampliato le condizioni per poter accedere all'interruzione volontaria della gravidanza; l'esame legislativo suddivise però il gruppo d'azione il quale, non più unito, si trovò costretto a sciogliersi.
Nella primavera del 1978 la legge sull'accesso al libero aborto fu promulgata dal parlamento.

### Kvinnelitteratur
La scrittrice Bjørg Vik iniziò il proprio lavoro negli anni sessanta, ma fu nel decennio seguente che sviluppò una letteratura in cui le donne iniziarono a distinguersi dai ruoli a loro assegnati tradizionalmente, con autrici come Eldrid Lunden, Liv Køltzow, Cecilie Løveid e Tove Nilsen che diedero testimonianza delle esperienze delle donne.

### Riforme
A partire dal 1975 in poi vengono realizzate varie riforme inerenti ai diritti delle donne; nel 1977 vi fu la legge sull'ambiente di lavoro la quale consentì, tra le altre cose, di estendere il permesso di maternità e di accedere maggiormente al congedo parentale. Dopo la legalizzazione dell'aborto nel 1978 l'anno successivo venne fatta promulgare la legge sull'uguaglianza di genere; per garantirne l'applicazione fu creata la figura di un difensore civico responsabile dell'esecuzione effettiva della parità di genere, assieme ad un "Comitato di lotta per la parità". Anche se le sanzioni rimasero limitate il mediatore contribuì con un'autentica "autorità morale".

### Unicità
Il movimento femminista norvegese ebbe al suo interno una caratteristica peculiare la quale non era presente in nessun altro paese occidentale, il "movimento della gentilezza" denominato Myke Menn.